# Qobādlū
Qobādlū (persiska: قبادلو) är en ort i Iran.   Den ligger i provinsen Östazarbaijan, i den nordvästra delen av landet, 500 km väster om huvudstaden Teheran. Qobādlū ligger 1 284 meter över havet och antalet invånare är 330. Den ligger vid sjön Lake Urmia.
Terrängen runt Qobādlū är kuperad åt nordost, men åt sydväst är den platt.Runt Qobādlū är det ganska tätbefolkat, med 155 invånare per kvadratkilometer. Närmaste större samhälle är ‘Ajab Shīr, 14,5 km sydost om Qobādlū. Trakten runt Qobādlū består i huvudsak av gräsmarker.